# アルフレート・グーゼンバウアー
アルフレート・グーゼンバウアー（Alfred Gusenbauer、1960年2月8日 - ）は、オーストリアの政治家。連邦首相（2007年 - 2008年）、オーストリア社会民主党党首（2000年 - 2008年）を務めた。

## 経歴
グーゼンバウアーは、ニーダーエスターライヒ州イブス（Ybbs）で労働者家庭の長男として生まれた。7歳の時に、イブスの市民会館でブルーノ・クライスキーの演説を聞き、感銘を受ける。小学校校長の勧めで11歳でヴィーゼルブルクのギムナジウムに進学する。1987年にオーストリアの平和運動についての論文でウィーン大学で博士号を取得した。
2006年の総選挙で国民議会第一党の座をオーストリア国民党から奪回し、2007年1月に連邦首相に就任した。
2008年6月、国民党との連立政権が崩壊したことを受けて社民党の党首を辞任し、国民議会の解散・総選挙後は首相の再登板を目指さない意向を表明した。
| 先代 ヴォルフガング・シュッセル | オーストリア共和国連邦首相 2007年 - 2008年 | 次代 ヴェルナー・ファイマン |
| 先代 ヴィクトル・クリーマ       | オーストリア社会民主党党首 2000年 - 2008年 | 次代 ヴェルナー・ファイマン |